# Веряев, Данил Владимирович
Данил Владимирович Веряев (род. 13 июля 1998, Арзамас, Нижегородская область) — российский хоккеист, нападающий.

## Биография
До 4 класса занимался хоккеем в Арзамасе. Первая команда — юношеская хоккейная команда «Знамя» Арзамасского приборостроительного завода. С 2009 года — в СДЮШОР «Торпедо» Нижний Новгород. В сезоне 2014/15 дебюировал в МХЛ в составе «Чайки», обладатель Кубка Харламова. В начале следующего сезона играл в лиге за команду России U18. 25 августа 2016 года дебютировал за «Торпедо» в КХЛ в домашнем матче против рижского «Динамо» (2:0). Продлевал контракты с клубом в 2018, 2020 2021, 2022, 2023, 2024 годах; за восемь сезонов провёл 373 матча.
Сезон 2024/25 начал в команде ВХЛ «Торпедо-Горький», а 16 сентября «Торпедо» расторгло соглашение с Веряевым. Через несколько дней перешёл в другой клуб ВХЛ — «Югра» Ханты-Мансийск.
Играл в молодёжной, олимпийской второй сборных России.